# 聖橋

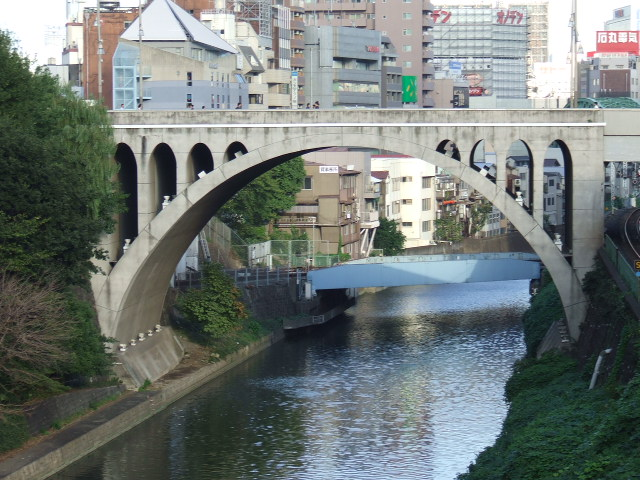
聖橋

聖橋（ひじりばし）は、神田川の上に本郷通りを渡すために架けられている橋で、JR中央線御茶ノ水駅に隣接する。1927年（昭和2年）に完成した。

## 概要
東京都千代田区駿河台と文京区湯島の間で本郷通り（都道403号）を結んでおり、神田川の北側で外堀通りと交差する。
全長79.3mのうち、神田川の上部の36.3mが放物線を描くアーチ橋で、形式は鉄骨コンクリートアーチ橋。関東大震災（1923年）後の震災復興橋梁の一つで、1927年（昭和2年）に完成した。設計・デザインは山田守、成瀬勝武。2017年には土木学会選奨土木遺産に認定された。
名前は東京府東京市（現：東京都）が公募し、「聖橋」案は95人から寄せられ、抽選で深川区在住の男性が賞金50円を受け取った。橋の北側に湯島聖堂、南側にニコライ堂と2つの聖堂を結ぶことから考案した人が多かったとみられる。当時の神田川は船が運航されており、船から見上げた時に最も美しく見えるようにデザインされている。
御茶ノ水駅のホームからはややそれに近い視点で見ることができる。夜間はライトアップされるが、長寿命化工事のため2016年1月20日からは一時休止されていた。
2016年春より行われた「聖橋長寿命化工事」では、橋の躯体表面を覆っている保護コンクリートを剥がし、躯体に入った亀裂を補修し、新たな保護コンクリートで覆い、2017年2月に完成した。夜間のライトアップ用照明設備も新規に取り付けられた。

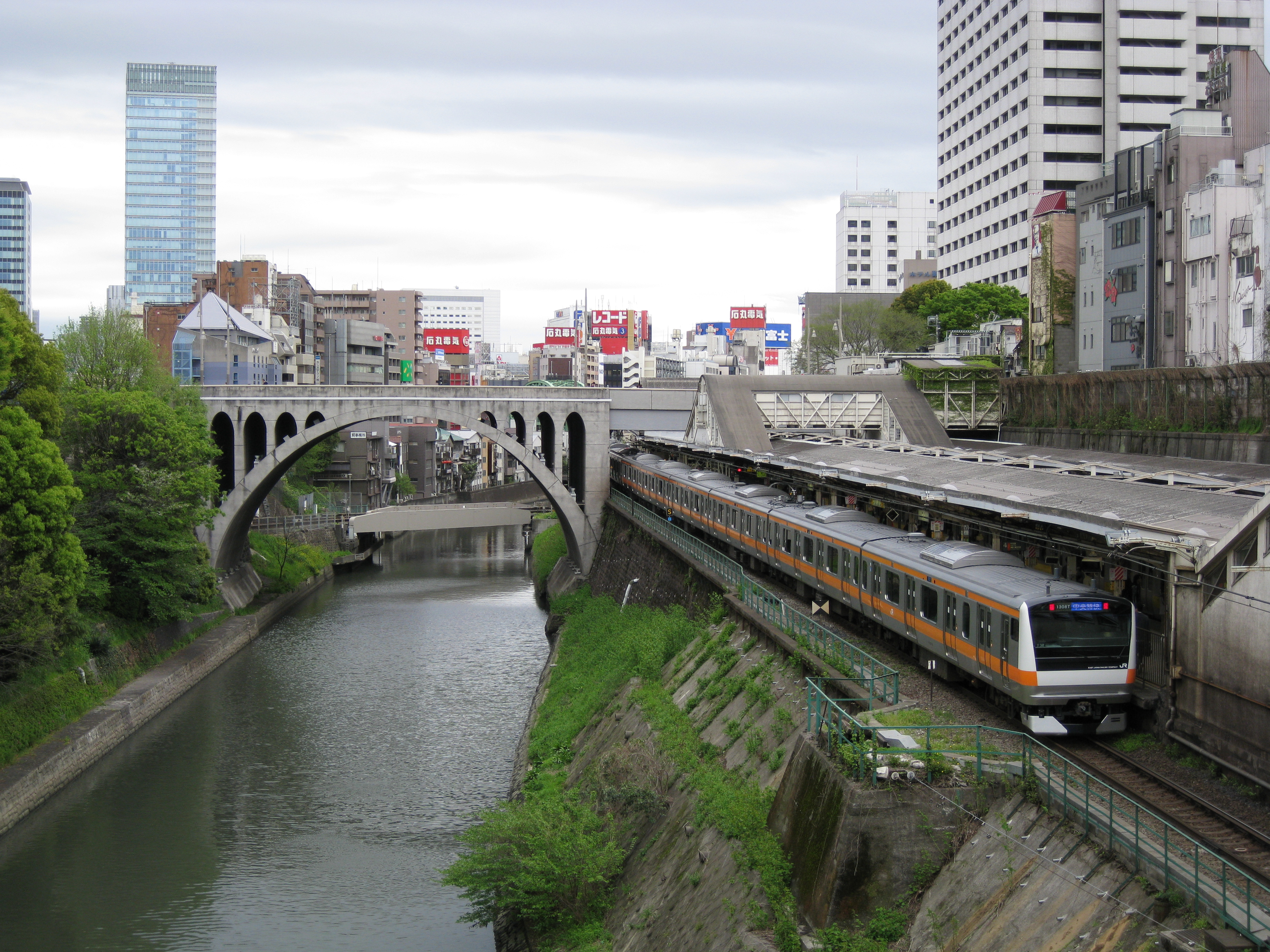
中央線と聖橋
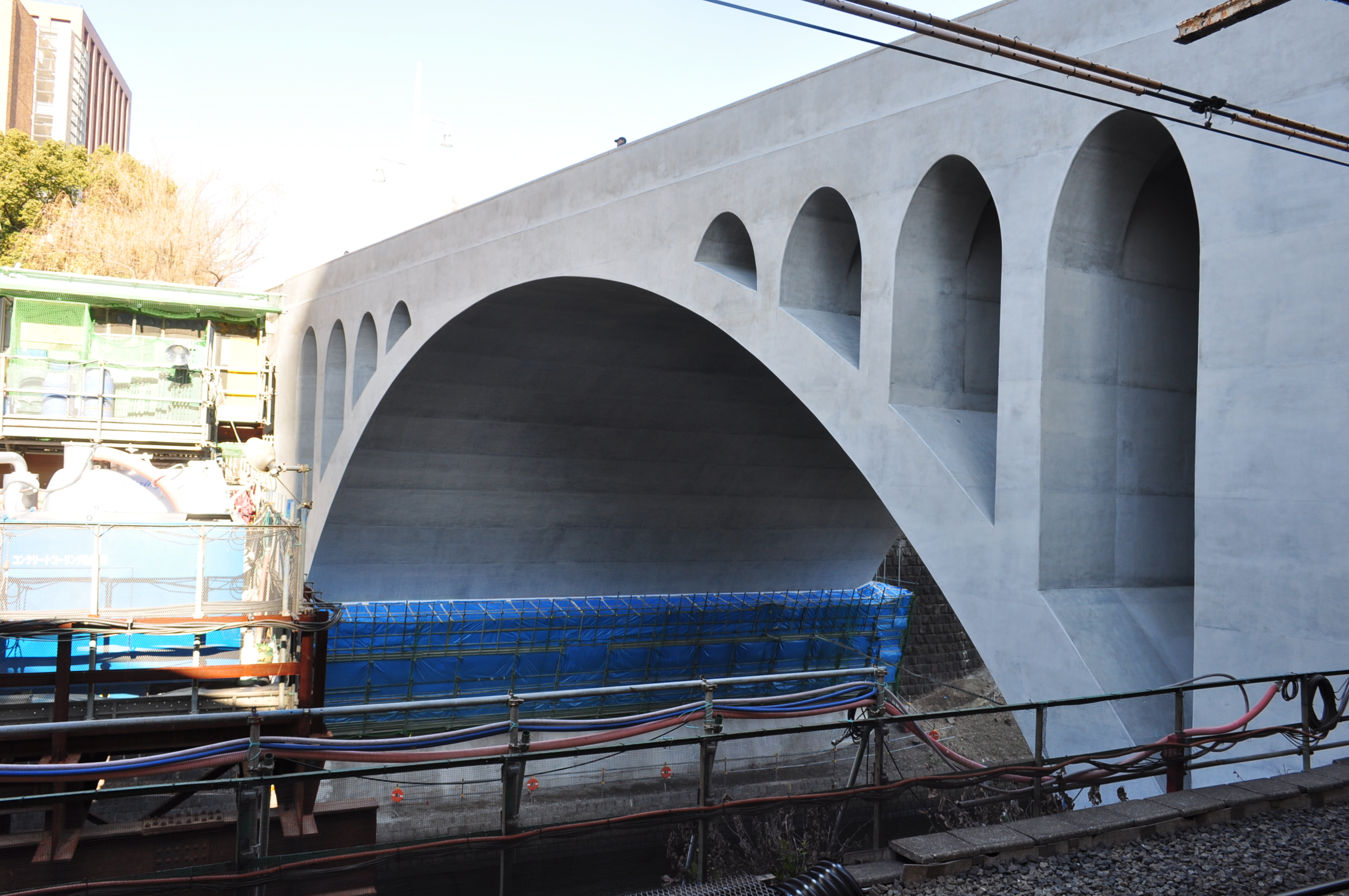
完成した「聖橋長寿命化工事」（2018年2月6日撮影）
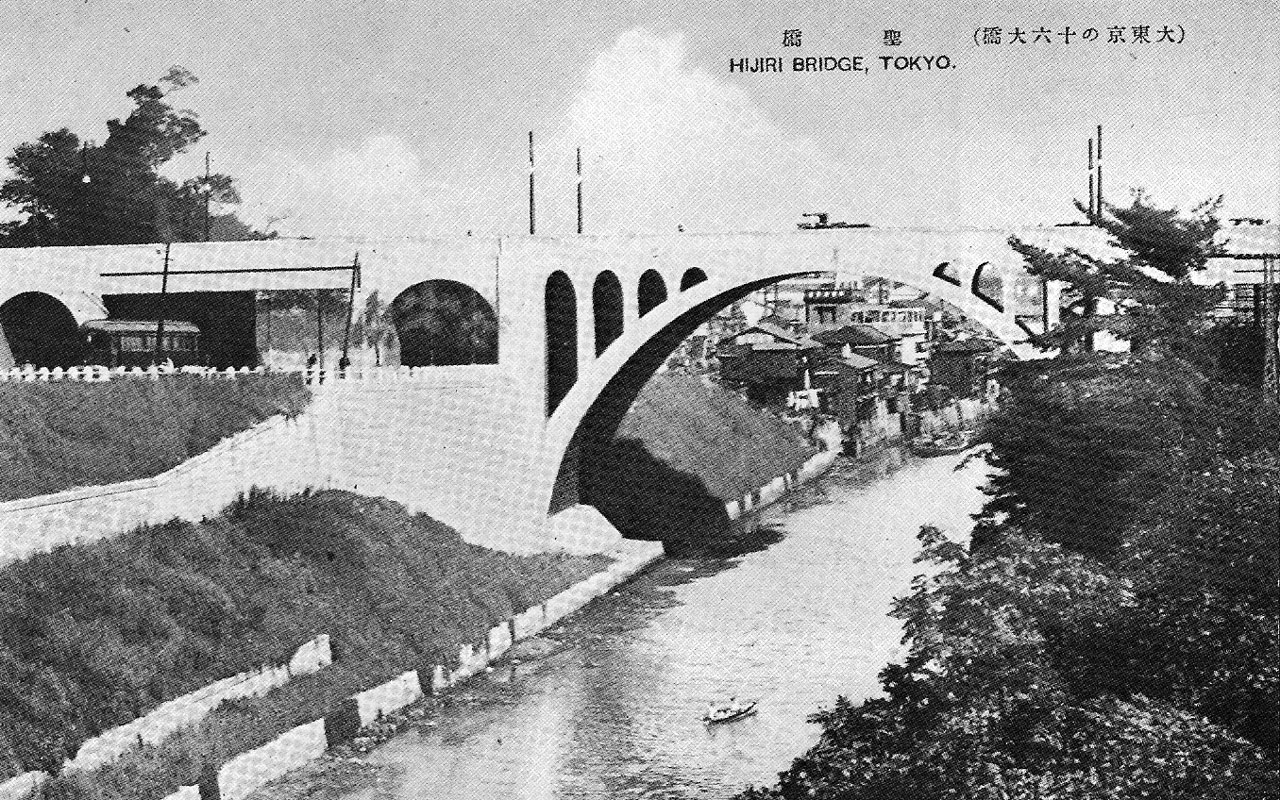
竣工当時の聖橋

## 聖橋が登場する作品

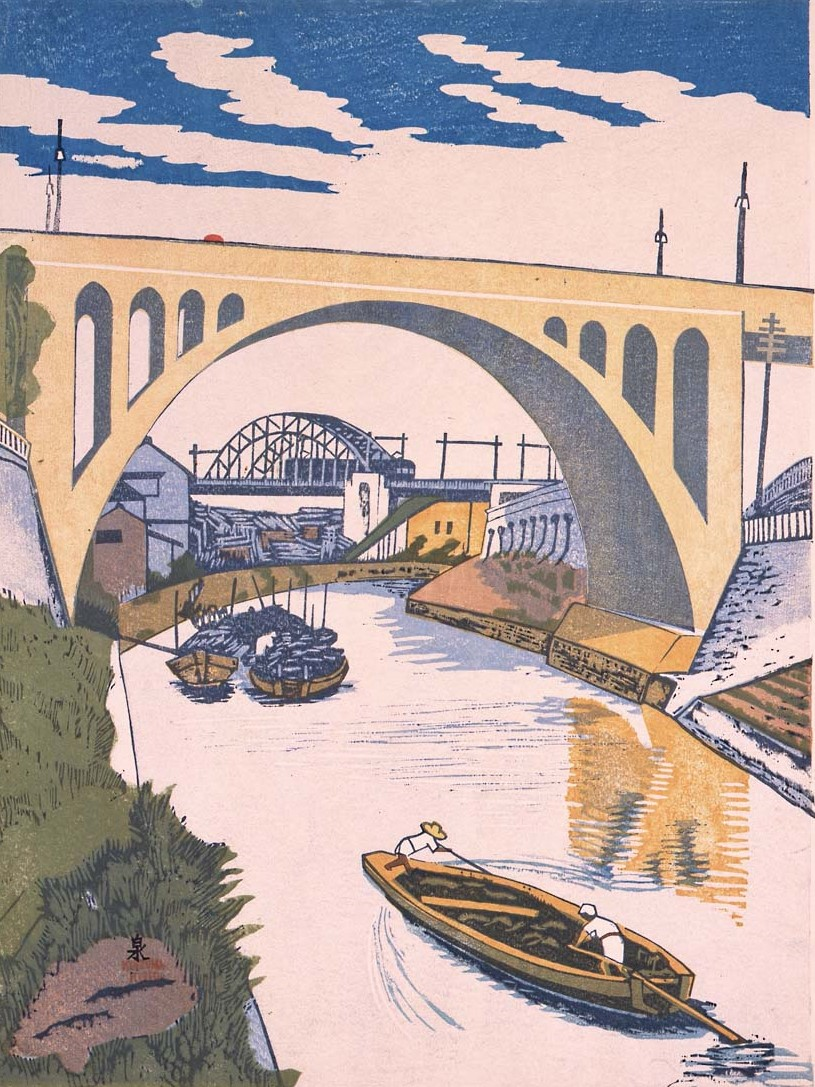
小泉癸巳男『聖橋』木版 1932年7月

### 漫画
- こちら葛飾区亀有公園前派出所 - 単行本121巻に収録されている「聖橋白線流しの巻」がある。
- 人間交差点
- むぅぶ
- みかこさん

### ライトノベル
- 生徒会探偵キリカ

### 映画
- 映画　東京ラプソディ[6]
- 機動警察パトレイバー the Movie
- すずめの戸締まり

### 音楽
- 二村定一『神田小唄』（1929年）[7][8]
- さだまさし『檸檬』（1978年）
- 狩人『聖橋で』(1983年)
- あさみちゆき『聖橋で』（2007年）
- 湯原昌幸『青春の坂道』（2015年）
- 堀内孝雄『聖橋の夕陽』（2017年）NHKラジオ深夜便のうた（2017年1月-3月オンエア)

### ドラマ
- 教師びんびん物語II （1989年）
- クレオパトラな女たち（2012年）